# Julius von Gomperz
Julius von Gomperz (né le 21 novembre 1823 à Brünn, mort le 2 février 1909 à Brünn) est un industriel autrichien.

## Biographie
Après quelques années d'études et de voyages, Julius von Gomperz entre dans l'usine textile de son grand-père Lazar Auspitz et, en 1859, est élu à la Chambre de commerce de Brno, dont il devient président en 1872. En 1871, il est élu à la Chambre des députés, puis, en 1892, nommé à la Herrenhaus. Comme membre du Parti libéral allemand il se distingue en critique des droits de douane élevés de la Hongrie. Gomperz est également membre actif du conseil de la communauté juive de Brno. Il publie en 1902 ses souvenirs d'enfance.

## Famille
Julius von Gomperz est le frère de l'industriel Max von Gomperz et du philosophe Theodor Gomperz, l'oncle de Heinrich Gomperz (de), fils de Theodor, aussi philosophe.
Julius von Gomperz épouse en 1867 la chanteuse d'opéra Karoline Bettelheim.

## Source, notes et références
- (de) Cet article est partiellement ou en totalité issu de l’article de Wikipédia en allemand intitulé « Julius von Gomperz » (voir la liste des auteurs).
- (de) Österreichisches Biographisches Lexikon 1815–1950, Band 2, S. 31